# Festiwal Mediów Człowiek w Zagrożeniu
Festiwal Mediów Człowiek w Zagrożeniu – festiwal interdyscyplinarny, w szczególności filmowy w Łodzi organizowany od 1990 roku. W 1999 roku festiwal się nie odbył. 
Festiwal obejmuje konkursy: filmów dokumentalnych, reportaży telewizyjnych i reportaży audio o tematyce związanej z zagrożeniami kondycji współczesnego człowieka oraz spotkania autorskie, projekcje pozakonkursowe, wystawy towarzyszące i warsztaty.
Organizatorem Festiwalu jest Muzeum Kinematografii w Łodzi. Nagroda główna to statuetka Białej Kobry oraz nagroda pieniężna finansowana przez Miasto Łódź. Od roku 2016 przyznawana jest Nagroda dla Najlepszego Reportażu Telewizyjnego. W latach 2004–2010 oraz od 2019 roku przyznawana jest Nagroda dla Najlepszego Reportażu Audio (radiowego). Oprócz tego na festiwalu przyznawane są m.in. Nagroda „Cierpliwe oko” im. Kazimierza Karabasza ufundowana przez Narodowe Centrum Kultury, Nagroda im. Aleksandra Kamińskiego za przezwyciężanie zagrożeń i Nagroda Stowarzyszenia Filmowców Polskich. Od 2022 roku przyznawana jest pozakonkursowa nagroda im. Krzysztofa Talczewskiego.

## Laureaci nagrody głównejBiałej Kobry
- I Edycja:1990 – Nieskończoność dalekich dróg. Podpatrzona i podsłuchana Zofia Rydet AD 1989, reż. Andrzej Różycki
- II Edycja: 1991 – Nienormalni, reż. Jacek Bławut
- III Edycja: 1992 – Miejsce urodzenia, reż. Paweł Łoziński
- IV Edycja: 1993 – Sposób na życie, reż. Mariusz Front
- V Edycja: 1994 – Stan nieważkości, reż. Maciej Drygas
- VI Edycja: 1995 – Dzieci z trójkąta, reż. Ewa Straburzyńska
- VII Edycja: 1996 – Wiola, reż. Tomasz Thomson
- VIII Edycja: 1997 – Witajcie w życiu, reż Henryk Dederko
- IX Edycja: 1998 – Syberyjska lekcja, reż. Wojciech Staroń
- 1999 – festiwal nie odbył się
- X Edycja: 2000 – Tor, reż. Piotr Kielar
- XI Edycja: 2001 – Schizofrenia, reż. Vita Żelakeviciute
- XII Edycja: 2002 – Bobrek Dance, reż. Dagmara Drzazga
- XIII Edycja: 2003 – Żywot Michała, reż. Beata Januchta
- XIV Edycja: 2004 – Zwycięzcy i przegrani, reż. Mirosław Dembiński
- XV Edycja: 2005 – Szczur w koronie, reż. Jacek Bławut
- XVI Edycja: 2006 – Jak to się robi, reż. Marcel Łoziński
- XVII Edycja: 2007 – Wojownik, reż. Jacek Bławut
- XVIII Edycja: 2008 – Do bólu, reż. Marcin Koszałka
- XIX Edycja: 2009 – Chemia, reż. Paweł Łoziński
- XX Edycja: 2010 – Kawałek lata, reż. Marta Minorowicz
- XXI Edycja: 2011 – Planeta Kirsan, reż. Magdalena Pięta
- XXII Edycja: 2012 – Droga na drugą stronę, reż. Anca Damian
- XXIII Edycja: 2013 – Ojciec i syn, reż. Paweł Łoziński
- XXIV Edycja: 2014 – Witajcie w bezdomności, reż. Henryk Dederko
- XXV Edycja: 2015 – Piano, reż. Vita Drygas
- XXVI Edycja: 2016 – po raz pierwszy w historii festiwalu jury przyznało dwie główne nagrody[1]:
  - Nawet nie wiesz jak bardzo cię kocham, reż. Paweł Łoziński
  - Komunia, reż. Anna Zamecka
- XXVII Edycja: 2017 – Kiedy ten wiatr ustanie, reż. Aniela Gabryel[2]
- XXVIII Edycja: 2018 – Desert Coffee, reż. Mikael Lypinski
- XXIX Edycja: 2019 – Tylko nie mów nikomu, reż. Tomasz Sekielski
- XXX Edycja: 2020 – Wieloryb z Lorino, reż. Maciej Cuske
- XXXI Edycja: 2021 – Film balkonowy, reż. Paweł Łoziński
- XXXII Edycja: 2022 – Gdy kwiaty nie milczą, reż. Andriej Kuciła
- XXXIII Edycja: 2023 – Apolonia, Apolonia, reż. Lea Glob
- XXXIV Edycja: 2024 – Gdy powieje harmattan, reż. Edyta Wróblewska

## Laureaci nagrody dla najlepszego reportażu telewizyjnego
- 2016 – ex-aequo Choroba jeszcze nie minęła, reż. Tomasz Patora i Ucieczka z piekła, reż. Ernest Saj
- 2017 – Środek puszczy najbliżej absolutu, reż. Beata Hyży-Czołpińska
- 2018 – ex-aequo Osaczona we własnym domu, reż. Anna Barańska-Całek i Afrin. Zdradził nas świat, reż. Marek Sygacz
- 2019 – Mali bohaterowie, reż. Monika Meleń
- 2020 – Mamo, wracaj, reż. Grzegorz Kuczek
- 2021 – Historia człowieka, który uwolnił Tomasza Komendę, reż. Grzegorz Głuszak
- 2022 – Misza jedzie na wojnę, reż. Tomasz Patora
- 2023 – Woda święcona, reż. Andriej Kuciła
- 2024 – W Żurominie rządzi Duch, reż. Tomasz Patora

## Laureaci nagrody dla najlepszego reportażu audio
- 2004 – Ukarana reż. Hanna Wilczyńska-Toczko
- 2005 – W zamku urodzona reż. Anna Kaczkowska
- 2006 – Skazani na bluesa reż. Hanna Wilczyńska-Toczko
- 2007 – Studnia reż. Katarzyna Michalak
- 2008 – WINna nie WINna reż. Patrycja Gruszyńska-Ruman
- 2009 – Libacja reż. Magda Skawińska
- 2010 – Ciepłe wnętrza reż. Katarzyna Michalak
- 2019 – ex-aequo: SMS-y do uczennicy reż. Monika Hemperek i O misiu, który zasnął ze smutku reż. Katarzyna Błaszczyk
- 2020 – Trucicielka, żywicielka reż. Anna Dudzińska
- 2021 – Zapach covidu, reż. Hanna Wilczyńska-Toczko
- 2022 – Nasza kołysanka, reż. Katarzyna Michalak
- 2023 – Moja Ludka, reż. Katarzyna Michalak
- 2024 – Kryptoscam, reż. Agnieszka Szwajgier, Dorota Salus

## Laureaci nagrody im. Krzysztofa Talczewskiego
- 2022 – Wojciech Staroń
- 2023 – Sergiej Łoźnica
- 2024 – Rithy Panh